# Eukaristi

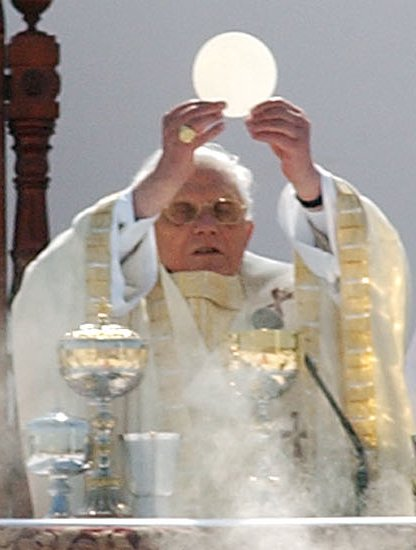
Påve Benediktus XVI celebrerar mässan.

Eukaristi (latin: eucharistía, hebreiska: אויכריסטיה, oikharístia, modern grekiska: ευχαριστία, efcharistía, av klassisk grekiska: εὐχᾰρῐστῐ́ᾱ, eukharistíā, "tacksägelse") har inom kristendomen blivit benämningen på nattvarden.
Eukaristi var i den fornkristna kyrkan dels benämning på den tacksägelsebön, som föregick invigningen av brödet och vinet i nattvarden, dels betecknade även nattvardsfirandet i dess helhet och dels själva nattvardselementen (brödet och vinet, i västlig kristendom oftast endast brödet).

## Inom den ekumeniska rörelsen
Inom den ekumeniska rörelsen har eukaristi visat sig vara en användbar neutral term för detta sakrament, fri från den negativa laddning kontroversteologiska konflikter ibland har givit åt ord som "nattvard", "mässa", "Herrens måltid" och "den heliga kommunionen". Som en sådan neutral benämning används ordet i Kyrkornas världsråds dialograpport Baptism, Eucharist and Ministry, publicerad år 1983.
Ordet eukaristi är härlett från den långa tacksägelsebön eller förvandlingsbön, den eukaristiska bönen, som från allra första början intagit en central plats i nattvardsfirandet.  

## Inom östkyrkor och katolskt gudstjänstliv
I östkyrkorna och i den romersk-katolska kyrkan används ordet eukaristi som dels ett av flera namn på mässan eller mässoffret, och dels namnet på det i mässan konsekrerade brödet och vinet. En vanlig synonym för det konsekrerade brödet är (den heliga) kommunionen. I denna bön tackar gudstjänstens förrättare (biskopen eller prästen) för Guds gärningar, särskilt genom Kristus, och förvandlar (konsekrerar) brödet och vinet till att vara Kristi kropp och blod. 